# Tameem Al-Muhaza
Tameem Al-Muhaza (ar. تميم المهيزع; ur. 21 lipca 1996 w Dosze) – katarski piłkarz, występujący na pozycji obrońcy w katarskim klubie Al-Markhiya SC. 2-krotny reprezentant Kataru. Uczestnik Pucharu Azji 2019, Copa América 2019, Igrzysk Azjatyckich 2018 i Mistrzostw Świata U-20 2015.

## Statystyki

### Klubowe
Na podstawie:
| Klub                         | Sezonów | Liga               | Liga  | Liga   | Puchar krajowy | Puchar krajowy | Kontynentalne | Kontynentalne | Suma  | Suma   |
| Klub                         | Sezonów | Liga               | Mecze | Bramki | Mecze          | Bramki         | Mecze         | Bramki        | Mecze | Bramki |
| ---------------------------- | ------- | ------------------ | ----- | ------ | -------------- | -------------- | ------------- | ------------- | ----- | ------ |
| Al-Gharafa SC                | 7       | Qatar Stars League | 33    | 0      | 12             | 0              | 8             | 0             | 53    | 0      |
| Cultural y Deportiva Leonesa | 1       | Segunda División B | 6     | 0      | 1              | 0              | –             | –             | 7     | 0      |
| Al-Khor                      | 1       | Qatar Stars League | 8     | 0      | 7              | 0              | –             | –             | 15    | 0      |
| Al-Markhiya SC               | 1       | Qatar Stars League | 7     | 0      | 0              | 0              | –             | –             | 7     | 0      |
|                              | Łącznie | Łącznie            | 54    | 0      | 20             | 0              | 8             | 0             | 82    | 0      |

### Reprezentacyjne
Na podstawie:
| Mecze w Pucharze Azji 2019 | Mecze w Pucharze Azji 2019 | Mecze w Pucharze Azji 2019 | Mecze w Pucharze Azji 2019   | Mecze w Pucharze Azji 2019 | Mecze w Pucharze Azji 2019 | Mecze w Pucharze Azji 2019 | Mecze w Pucharze Azji 2019 | Mecze w Pucharze Azji 2019 |
| Lp.                        | Data                       | Miasto                     | Przeciwnik                   | Wynik                      | Czas                       | Gole                       | Inne                       | Faza rozgrywek             |
| -------------------------- | -------------------------- | -------------------------- | ---------------------------- | -------------------------- | -------------------------- | -------------------------- | -------------------------- | -------------------------- |
| 1.                         | 29.01.2019                 | Abu Zabi                   | Zjednoczone Emiraty Arabskie | 4:0 (2:0)                  | 90+4'–90+5'                |                            |                            | Półfinał                   |

## Sukcesy
Na podstawie:

### Reprezentacyjne
- Puchar Azji 2019